# تونس في بطولة العالم للألعاب المائية
شاركت تونس في بطولة العالم للألعاب المائية. وفازت بأربعة ميداليات ذهبية وثلاثة ميداليات فضية وأربعة ميداليات برونزية

## السباحة
تحتل تونس المرتبة الخامسة عشر في منافسات السباحة منذ إنطالقها بمجموع تسعة ميداليات منها ثلاثة ذهبية وثلاثة فضية. وأحرز السباح أسامة الملولي مجموع هذه الميداليات في سباقات مختلفة. في  منافسات 2023, شارڭت تونس بسباح واحد وهو أحمد الحفناوي وفاز بميداليتين ذهبيتين وميدالية فضية.

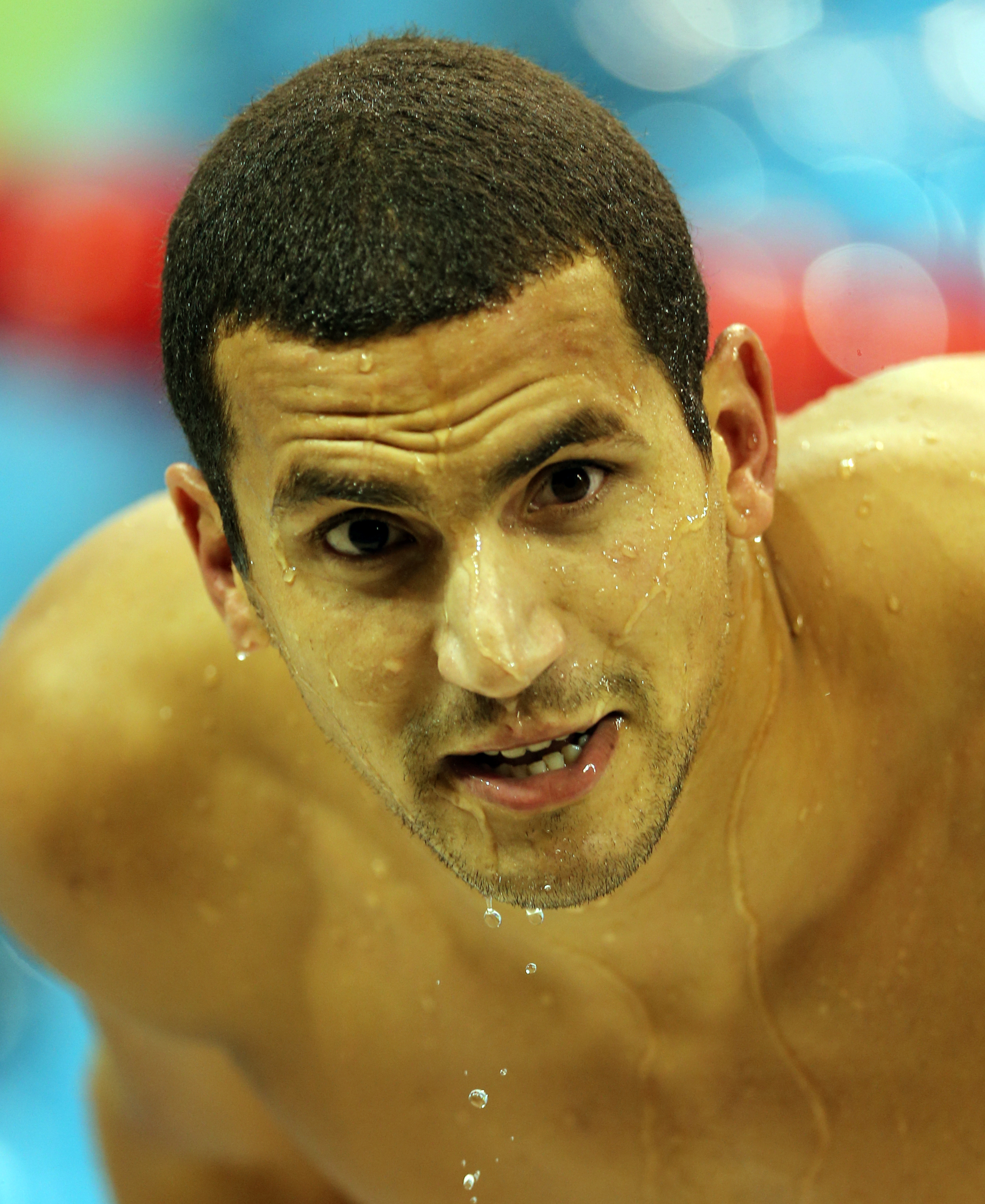
أسامة الملولي في سنة 2013.

2023
| ميدالية | اسم           | رياضة | حدث               | تاريخ    |
| ------- | ------------- | ----- | ----------------- | -------- |
| ذهبية   | أحمد الحفناوي | سباحة | 800 متر حرة رجال  | 26 يوليو |
| ذهبية   | أحمد الحفناوي | سباحة | 1500 متر حرة رجال | 30 يوليو |
| فضية    | أحمد الحفناوي | سباحة | 400 م حرة رجال    | 23 يوليو |

2009
| ميدالية | اسم           | رياضة     | حدث                     | تاريخ    |
| ------- | ------------- | --------- | ----------------------- | -------- |
| ذهبية   | أسامة الملولي | سباحة حرة | 1500 متر سباحة حرة رجال | 2 أغسطس  |
| فضية    | أسامة الملولي | سباحة حرة | 400 متر سباحة حرة رجال  | 26 يوليو |
| فضية    | أسامة الملولي | سباحة حرة | 800 متر سباحة حرة رجال  | 29 يوليو |

2005
| ميدالية | اسم           | رياضة        | حدث                    | تاريخ    |
| ------- | ------------- | ------------ | ---------------------- | -------- |
| برونزية | أسامة الملولي | سباحة حرة    | 400 متر سباحة حرة رجال | 24 يوليو |
| برونزية | أسامة الملولي | سباحة متنوعة | 400 متر سباحة حرة رجال | 31 يوليو |

2001
| ميدالية | اسم           | رياضة        | حدث                    | تاريخ    |
| ------- | ------------- | ------------ | ---------------------- | -------- |
| برونزية | أسامة الملولي | سباحة متنوعة | 400 متر سباحة حرة رجال | 27 يوليو |

## السباحة في المياه المفتوحة
تحتل تونس المرتبة العشرون في الترتيب العالمي لبطولة العالم في السباحة المفتوحة بمجموع ميداليتين، فاز بهما السباح أسامة الملولي في  منافسات 2013.
| أسامة الملولي | السباحة في المياه المفتوحة 5 كلم رجال  | 53:30.4   | الأول  |
| أسامة الملولي | السباحة في المياه المفتوحة 10 كلم رجال | 1:49:19.2 | الثالث |